# Lycorina clypeatuberculla
Lycorina clypeatuberculla är en stekelart som beskrevs av Wang 1985. Lycorina clypeatuberculla ingår i släktet Lycorina och familjen brokparasitsteklar. Inga underarter finns listade i Catalogue of Life.